# Bkulangriil
 (octobre 2020).
Bkulangriil est un village de l'État de Ngaremlengui, dans les Palaos.